# Таолу
Таолу (кит. упр. 套路, пиньинь tàolù, встречается также сокращённое название рус. Тао, кит. упр. 套), буквально «комплекс дорожек» — комплекс упражнений ушу, в одиночном варианте являющийся аналогом боя с тенью. Парный вариант может являться как расшифровкой одиночного варианта, так боем двух партнёров против нескольких воображаемых противников.
В отличие от «боя с тенью» движения в тао определены заранее и посвящены отработке того или иного аспекта школы ушу. Например, таолу «восемь захватов» в Багуа стиля Лянь — посвящено именно отработке основных (базовых) захватов. По целям таолу также можно разделить на начальный и мастерский уровень. Например, таолу «войти во врата» стиля пигуа — предназначено именно для обучения новичков основным принципам стиля, и постановке стилевой культуры и манеры движений. Кроме того, в связи с развитием спорта, появились так же и соревновательные таолу предназначенные для спортивных соревнований на мастерство выполнения таолу. Причём, соревновательные таолу очень часто представляют собой произвольный набор приёмов, отобранных спортсменом и тренером специально для соревнований. В то время как тренировочные таолу имеют фиксированный набор приёмов, полное владение которыми (а не просто умение красиво махать в воздухе) — соответствует полному владению тем или иным аспектом стиля, на уровне соответствующем уровню таолу. Например, полное владение приёмами из таолу «ищущие руки» школы юнчунь — соответствует полному владению юнчунь без оружия на среднем уровне.
Исторически, по мнению специалистов по истории ушу, таолу происходят от танцев с мечом, имевших популярность ещё во время древних династий. Однако их мнения о том, когда появились одиночные таолу, очень сильно расходятся (некоторые горячие головы любое упоминание танца с мечом в хрониках приравнивают к упоминанию таолу). Более определённо время появления парных таолу, первое упоминание которых в качестве метода тренировок относится к Северной Сун.
По своей структуре таолу делится на «дорожки» — лу, состоящие из отдельных «форм» — ши. В общем случае «дорожка» соответствует движению в одну сторону, и начало новой дорожки — соответствует движению в другую сторону. Но в зависимости от стиля «дорожка» может представлять и более сложное движение, а не только продвижение в одну сторону. В некоторых школах иногда встречаются «дорожки», не входящие ни в одно таолу, и обычно являющиеся учебными. Например, некоторые учебные «дорожки» стиля чанцюань не входят ни в одно таолу. Как правило, «дорожка» состоит из разных форм, но в некоторых стилях имеются «дорожки», которые состоят из одной «формы», повторяемой многократно. Например, в таолу «10 дорожек упругой ноги» стиля таньтуй каждая из 10 дорожек состоит из одной формы, выполняемой многократно. Как правило, «форма» представляет собой один приём, но могут встречаться и формы, представляющие собой несколько приёмов. Например, форма тайцзицюань «ловить птицу за хвост» состоит из четырёх приёмов.
Что касается соревновательных произвольных таолу, то к ним в зависимости от стиля предъявляют требования, устанавливающие количество тех или иных элементов. Например, от соревновательных произвольных комплексов чанцюань требуют, чтобы комплекс содержал не менее трёх разновидностей прыжков, а каждая разновидность прыжка выполнялась не более двух раз.
В соответствии с направлениями и стилями ушу существуют таолу, имеющие как боевую направленность, так и, в большей степени, гимнастический характер. Некоторые стили имеют таолу, делящиеся на военные (У) и гражданские (Вэй), первые подразумевают применение приёмов против противника в доспехах с соответствующим вооружением, вторые — против противника без доспехов.
В настоящее время в Китае проводятся соревнования по таолу спортивного ушу.
Таолу выполняют как без оружия, так и с оружием: с саблей, с мечом, с копьём и палкой.